# Щенков, Николай Владимирович
Николай Владимирович Щенков (1 марта 1868 — после 1917) — московский предприниматель, общественный деятель, благотворитель. Мануфактур-советник.

## Биография
Николай Щенков родился 1 марта 1868 года в семье московского шёлкового фабриканта, потомственного почётного гражданина Владимира Власовича Щенкова. В 1887 году окончил Московскую практическую академию коммерческих наук и вступил в семейный бизнес. В 1888—1889 годах изучал шелкопрядильное производство во Франции, Италии, Швейцарии и Великобритании. Вернувшись в Москву, стал главой шелкокрутильной фабрики, совладельцем торгового дома «Владимир Щенков с сыновьями» и товарищества шёлковой мануфактуры «С. Зубков и ко». В 1913 году приобрёл шёлковоткацкую фабрику в селе Хомутово (ныне в составе города Щёлково Московской области).
С начала 1900-х годов активно занимался общественно-политической деятельностью. Был членом Московского купеческого общества взаимного кредита, членом правления Северного страхового общества. В 1904-1907 годах состоял членом Московского коммерческого суда. В 1904 году стал выборным Московского биржевого общества и Московского купеческого общества. В 1905 году стал гласным Московского городской думы. Являлся попечителем и членом попечительских советов ряда московских учебных заведений. Активно занимался благотворительностью.
В 1905 году был в числе учредителей партии «Союз 17 октября». Был председателем Пресненского районного комитета партии и товарищем председателя Московского городского совета партии «Союз 17 октября». В 1907 году — член ЦК и товарищ председателя ЦК партии «Союз 17 октября». На выборах в 3-ю Государственную думу выдвигался партией кандидатом в выборщики, но избран не был.

## Награды
- Шейная золотая медаль «За усердие» на Александровской ленте[1]